# Warm Leatherette
Warm Leatherette — четвёртый студийный альбом ямайской певицы Грейс Джонс, выпущенный в 1980 году на лейбле Island Records. На новом альбоме певица отошла от привычного жанра диско и начала эксперименты в таких жанрах как нью-вейв и регги. Также начиная с этого периода появился узнаваемый фирменный имидж Джонс — андрогинность и угловатая причёска. Пластинка не стала коммерчески успешной, но получила положительные отзывы критиков.

## Список композиций
| №  | Название           | Автор(ы)                                 | Длительность |
| -- | ------------------ | ---------------------------------------- | ------------ |
| 1. | «Warm Leatherette» | Дэниел Миллер                            | 4:25         |
| 2. | «Private Life»     | Крисси Хайнд                             | 5:10         |
| 3. | «A Rolling Stone»  | Дэнис Уильямс, Фриц Баскетт, Грейс Джонс | 3:30         |
| 4. | «Love Is the Drug» | Брайан Ферри, Энди Маккей                | 7:15         |

| №  | Название                               | Автор(ы)        | Длительность |
| -- | -------------------------------------- | --------------- | ------------ |
| 5. | «The Hunter Gets Captured by the Game» | Смоки Робинсон  | 3:50         |
| 6. | «Bullshit»                             | Барри Рейнольдс | 5:20         |
| 7. | «Breakdown»                            | Том Петти       | 5:30         |
| 8. | «Pars»                                 | Жак Ижлен       | 4:05         |

## Участники записи
- Грейс Джонс — ведущий вокал, бэк-вокал

Музыканты:
- Барри Рейнольдс[англ.] — гитара
- Майки Чанг[англ.] — гитара
- Уолли Бадару[англ.] — клавишные
- Робби Шекспир[англ.] — бас-гитара
- Слай Данбар[англ.] — ударные
- Узия Томпсон[англ.] — перкуссия

Технический персонал:
- Крис Блэквелл — музыкальный продюсер, звукорежиссёр, инженер сведе́ния
- Алекс Садкин[англ.] — музыкальный продюсер, звукорежиссёр, инженер сведе́ния
- Тед Йенсен[англ.] — мастеринг-инженер[англ.]
- Кендал Стаббс — ассистент звукорежиссёра
- Жан-Поль Гуд[англ.] — художественное оформление

## Позиции в хит-парадах
Еженедельные чарты:
| Год  | Чарт                             | Высшая позиция | Пребывание в чарте |
| ---- | -------------------------------- | -------------- | ------------------ |
| 1980 | Австралия (Kent Music Report)    | 47             | нет данных         |
| 1980 | Великобритания (UK Albums Chart) | 45             | 2 недели           |
| 1980 | США (Billboard Top LPs & Tape)   | 132            | 10 недель          |
|      |                                  |                |                    |
| 2016 | Бельгия/Валлония (Ultratop)      | 188            | 1 неделя           |
| 2016 | Бельгия/Фландрия (Ultratop)      | 96             | 2 недели           |
| 2016 | Нидерланды (Album Top 100)       | 198            | 1 неделя           |